# Quivu do Sul
Quivu do Sul (em francês:  Sud-Kivu) é uma das 26 províncias da República Democrática do Congo. É uma das províncias que mantiveram seus territórios com a Constituição de 2005. Localizada na região leste do país, tem 2.837.779 habitantes. A capital é a cidade de Bucavu.